# کوهتلا-نومه
کوهتلا-نومه (به لاتین: Kohtla-Nõmme) یک شهرک در استونی است که در شهرستان ایدا-ویرو واقع شده‌است. کوهتلا-نومه ۴٫۶۴ کیلومتر مربع مساحت و ۱٬۰۴۷ نفر جمعیت دارد.